# Sełyszcze (hromada Lityn)
Sełyszcze (ukr. Селище) – wieś na Ukrainie, w obwodzie winnickim, w rejonie winnickim, w hromadzie Lityn. W 2001 liczyła 1770 mieszkańców, spośród których 1753 wskazało jako ojczysty język ukraiński, a 17 rosyjski.